# 世紀の楽団
『世紀の楽団』（せいきのがくだん、原題・英語: Alexander's Ragtime Band）は、1938年に製作・公開されたアメリカ合衆国の映画である。
アーヴィング・バーリンの原案による自身の楽曲を盛り込んだミュージカル映画であり、ヘンリー・キングが監督、タイロン・パワーとアリス・フェイ、ドン・アメチーが主演した。四人とも前年の『シカゴ』に次ぐ顔合わせとなった。

## あらすじ
歌手のステラ・カービー（アリス・フェイ）は、サンフランシスコのとある酒場へ職を求めてやってきた。同じ酒場へロジャー・グラント（タイロン・パワー）を指揮者とするバンドも職を求めてやって来ていたが、ピアノ奏者チャーリー（ドン・アメチー）が楽譜を忘れてきてしまったため、ステラが持っていた『アレキサンダーズ・ラグタイム・バンド』の楽譜を断りなく演奏。怒ったステラが飛び入りで歌い出したところ大盛況になった。これでステラとバンドは一緒に採用が決まった。
ことあるごとに口争いをしていたステラとロジャーだったが、チャーリーが仲を取り成していた。また、ステラを加えたバンドは次第に西部でも一流どころで演奏するようになっていった。それと同時にステラとロジャーも次第に惹かれ合って行くのだが、サンフランシスコを訪れていたニューヨークの有名な興業者ディリンガムがステラの歌を聴き、ステラとニューヨークでの興業の契約を交わしてしまう。これに怒ったロジャーはステラ、チャーリーに絶縁を申し渡し、折しも世界大戦に参加することになったアメリカ陸軍に入隊し、戦地へと出陣してしまう。
2年が経ち、帰国したロジャーはステラを忘れがたく、今では大スターになっているステラを劇場に訪れてみると、ステラはチャーリーと結婚していた。失望し酒に溺れたロジャーだったが、新たな歌手ジェリー・アレン（エセル・マーマン）と出会い、励まされて、新たな楽団を創設する。
一方、ステラのほうもロジャーのことを忘れがたく、その気持ちを察したチャーリーは自ら離婚を申し出る。今度はステラのほうが、新楽団を率いて渡欧するロジャーに会いに行くが、ステラはロジャーとジェリーの仲を誤解し何も告げずに身を引いた。
ロジャーの新楽団の欧州公演は大成功を収め、ジェリーはスターとなった。ジェリーもまたロジャーを愛するようになるが、ロジャーが未だステラを愛していることを察すると、ロジャーの求婚を優しく拒絶するのだった。
欧州公演から帰国したロジャーはチャーリーと再会し、離婚したことを聞いた。チャーリーもロジャーの新楽団に復帰し、共にステラの消息を捜したが見つけることはできなかった。
名前を変えて暮らしていたステラだったが、ロジャーの新楽団がカーネギー・ホールで公演することを聞いたステラは密かに会場を訪れた。最終曲の演奏中にロジャーは舞台袖にいたステラを見つけると、そのまま舞台へ連れ出した。
昔と同じようにロジャーの指揮するバンドの演奏でステラは『アレキサンダーズ・ラグタイム・バンド』を歌うのだった。

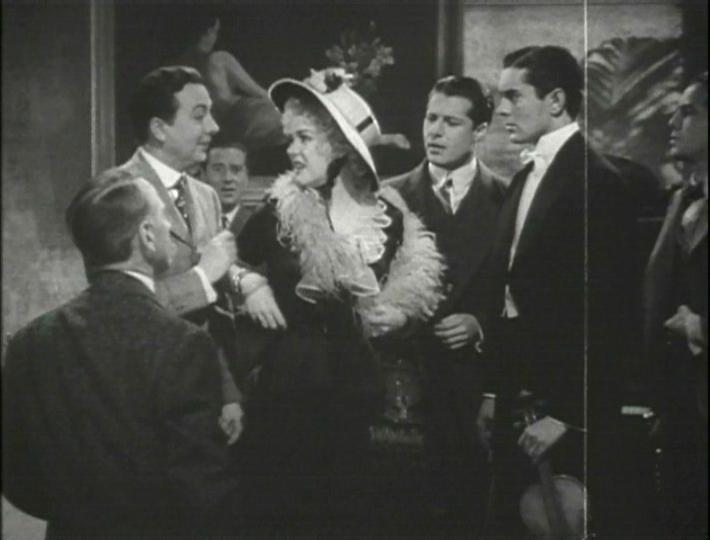
予告編の一場面。（左から）ジャック・ヘイリー (Jack Haley)、アリス・フェイ、ドン・アメチー、タイロン・パワー。

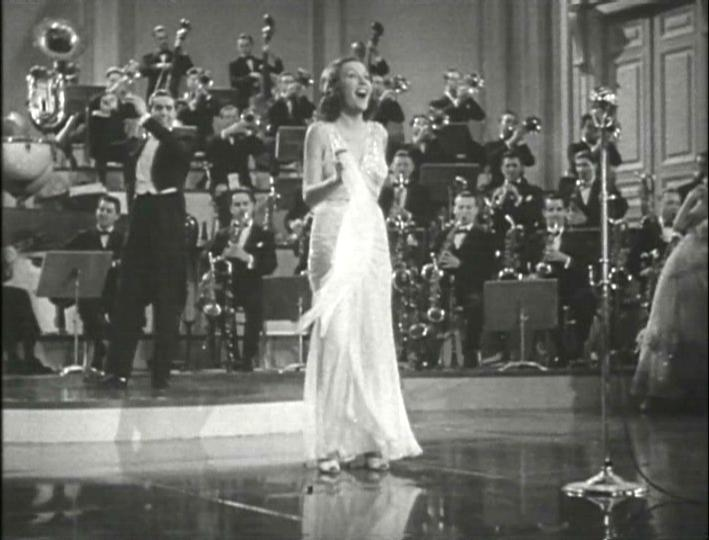
予告編の一場面。エセル・マーマンの歌唱シーン。

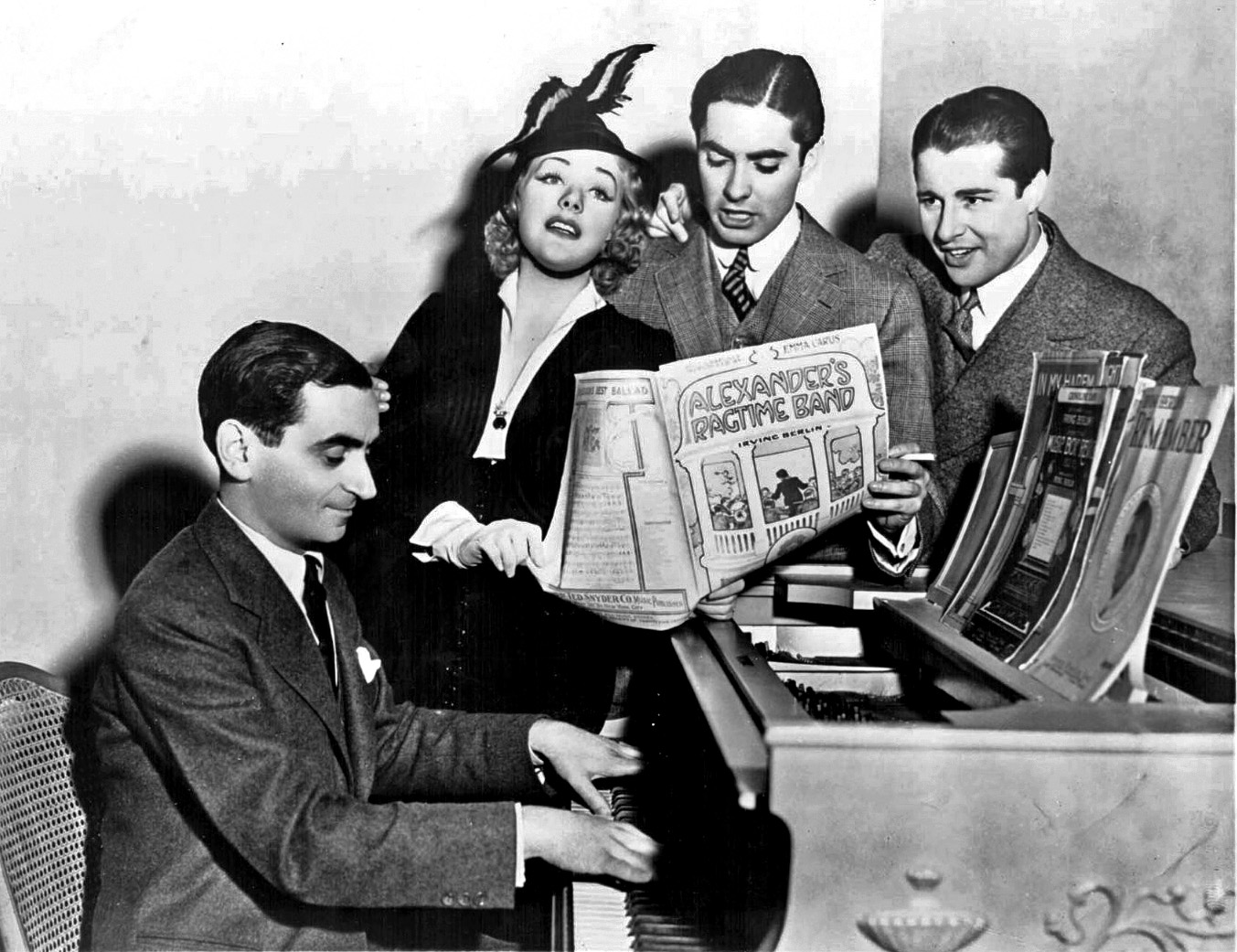
撮影現場における（左から）アーヴィング・バーリン、アリス・フェイ、タイロン・パワー、ドン・アメチー。

## キャスト
- ロジャー・グラント：タイロン・パワー
- ステラ・カービー：アリス・フェイ
- チャーリー：ドン・アメチー
- ジェリー・アレン：エセル・マーマン

## スタッフ
- 監督：ヘンリー・キング
- 製作総指揮：ダリル・F・ザナック
- 原案：アーヴィング・バーリン
- 脚本：キャスリン・スコラ、ラマー・トロッティ
- 音楽：アーヴィング・バーリン
- 音楽監督：アルフレッド・ニューマン
- 撮影：J・ペヴェレル・マーリー
- 編集：バーバラ・マクリーン
- 美術：バーナード・ハーツブラン、ボリス・レヴィン
- 装置：トーマス・リトル
- 衣裳：グウェン・ウェイクリング

## 使用楽曲
劇中では表題曲である『アレキサンダーズ・ラグタイム・バンド』を始め、アーヴィング・バーリンの楽曲が多数使用されている。
- アレキサンダーズ・ラグタイム・バンド
- ブルー・スカイ
- ヒート・ウェーブ (アーヴィング・バーリンの曲)（英語版）
- イースター・パレード (曲)（英語版）
- A Pretty Girl Is Like a Melody（英語版）

## アカデミー賞受賞・ノミネーション
- 受賞
  - 編曲賞：アルフレッド・ニューマン
- ノミネーション
  - 作品賞
  - 原案賞：アーヴィング・バーリン
  - 美術賞：バーナード・ハーツブラン、ボリス・レヴィン
  - 歌曲賞：アーヴィング・バーリン
  - 編集賞：バーバラ・マクリーン